# نزكتة

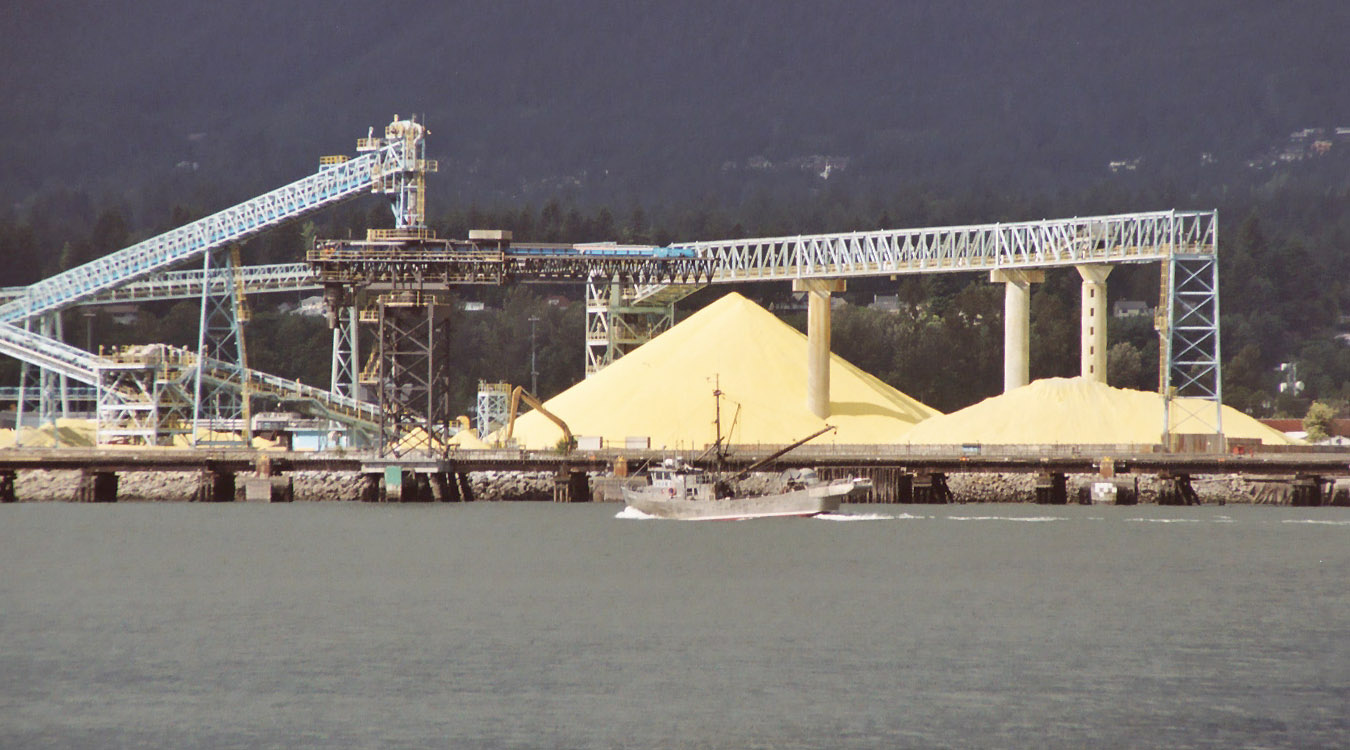
كومة من الكبريت شمال فنكوفر، كندا

النَّزْكَتَة (نحتٌ من: إزالة أو نزع الكبريت) هي عملية كيميائية لإزالة الكبريت من مادة. يتضمن هذا إما إزالة الكبريت من جزيء ( على سبيل المثال A = S → A :) أو إزالة مركبات الكبريت من خليط مثل تيارات مصفاة النفط. 